# Rovio Entertainment
Rovio Entertainment Ltd. ou simplement Rovio est une entreprise finlandaise de développement de jeux vidéo fondée en 2003 et basée dans la section Keilaniemi à Espoo, dans la banlieue de Helsinki. À l'origine et jusqu'en 2005, le nom de l'entreprise était Relude. C'est une filiale de Sega depuis 2023.

## Histoire
Rovio est surtout connue pour avoir créé en 2009, la série de jeux à succès Angry Birds pour smartphones (équipé de Web OS, Nokia Store, App Store et Google Play) et, depuis 2011, pour PC. À la suite du succès immédiat et planétaire de l'application, Rovio a aussi créé une gamme de thèmes pour iPhone et de peluches aux couleurs du jeu, ainsi que la suite des épisodes de la série : Angry Birds: Rio, Angry Birds Seasons, une version spéciale qui regroupe différentes versions en fonction d'un jour précis : Halloween, Noël, la Saint-Valentin ou encore le Saint-Patrick's Day. Après le succès des premières versions d'Angry Birds, Rovio fêtent les 500 000 000 de téléchargements en créant Angry Birds Space qui sort en mars 2012.
Fin 2011, à la suite du succès de sa série principale, Rovio a signé un accord avec Lappset Group Oy pour équiper les parcs d'attractions Angry Birds, qui ont été construits, entre autres à Tampere et Rovaniemi.
En 2014, le chiffre d'affaires de la société s'effondre de 73 %. En 2015, Rovio doit licencier près d'un tiers de ses employés.
Le 5 septembre 2017, Rovio a annoncé un projet d'introduction en Bourse pour financer ses projets de développement. L'introduction en bourse (Initial Public Offering, IPO) à la Bourse d'Helsinki prendra la forme d'une cession de titres par les principaux actionnaires de la société, accompagnée d'une émission d'actions nouvelles d'environ 30 millions d'euros. L'entreprise est détenue à 70% par Trema International, société détenue par Kaj Hed, l'oncle du cofondateur Niklas Hed. Les autres actionnaires sont les sociétés de capital-risque Accel Partners et Atomico. Rovio a précisé que l'IPO lui permettrait de lever des fonds pour financer des projets et de disposer d'actions en vue d'acquisitions potentielles. Carnegie et Danske seront les chefs de file de l'IPO, Deutsche Bank étant associé comme teneur de livre.
En août 2023, Sega rachète Rovio pour plus de 700 millions d'euros.

## Jeux développés
- Angry Birds Évolution (2017)
- Angry Birds 2 (2015)
- Angry Birds Epic (2014)
- Angry Birds Go! (2013)
- Angry Birds Star Wars II (2013)
- Angry Birds Friends (2013)
- Les Croods (2013)
- Angry Birds Star Wars  - iOS, Android, Windows Phone, PC (2012), Xbox 360, PlayStation 3, Wii U, Wii, Nintendo 3DS, PlayStation Vita (2013)
- Amazing Alex (2012)
- Bad Piggies (2012)
- Angry Birds Space (2012)
- Angry Birds Trilogy (2012)
- Angry Birds Rio (2011)
- Angry Birds Seasons (2010)
- Angry Birds – iOS, N900 (2009), Palm webOS, Android, Symbian, Windows (2010), Mac OS X, Windows Phone 7, bada, Google Chrome, BlackBerry PlayBook (2011), Nintendo 3DS, PlayStation 3, Xbox 360, PlayStation Portable, PlayStation Vita (2012), Wii, Wii U (2013)
- Bounce Evolution - N900 (2009)
- Bounce Tales - N-Gage (2009)
- Bounce Touch - N-Gage
- Bounce Boing Voyage - N-Gage (2008)
- Burger Rush - J2ME
- Burnout - J2ME (2007)
- Collapse Chaos - J2ME
- Cyber Blood - J2ME
- Darkest Fear - iOS (2009), J2ME (2005)
- Darkest Fear 2 - J2ME
- Darkest Fear 3 - J2ME
- Desert Sniper - J2ME (2006)
- Dragon & Jade - J2ME
- Formula GP Racing - J2ME
- Gem Drop - J2ME (2008)
- Icebreaker
- Marine Sniper - J2ME
- Mole War - J2ME
- Need for Speed: Carbon - J2ME (2006)
- Paid to Kill - J2ME
- Paper Planes - J2ME (2008)
- Patron Angel - J2ME
- Playman Winter Games - J2ME
- Shopping Madness - J2ME (2008)
- Space Impact: Meteor Shield - N97, J2ME
- Star Marine - J2ME (2007)
- Sumea Ski Jump - J2ME
- Swat Elite Troops - J2ME
- US Marine Corps Scout Sniper - J2ME (2006)
- Totomi - iPhone, Flash, J2ME
- War Diary Burma - J2ME
- War Diary Torpedo - J2ME
- Wolfmoon - J2ME
- X-Factor 2008 - J2ME